# Sandra Cervik

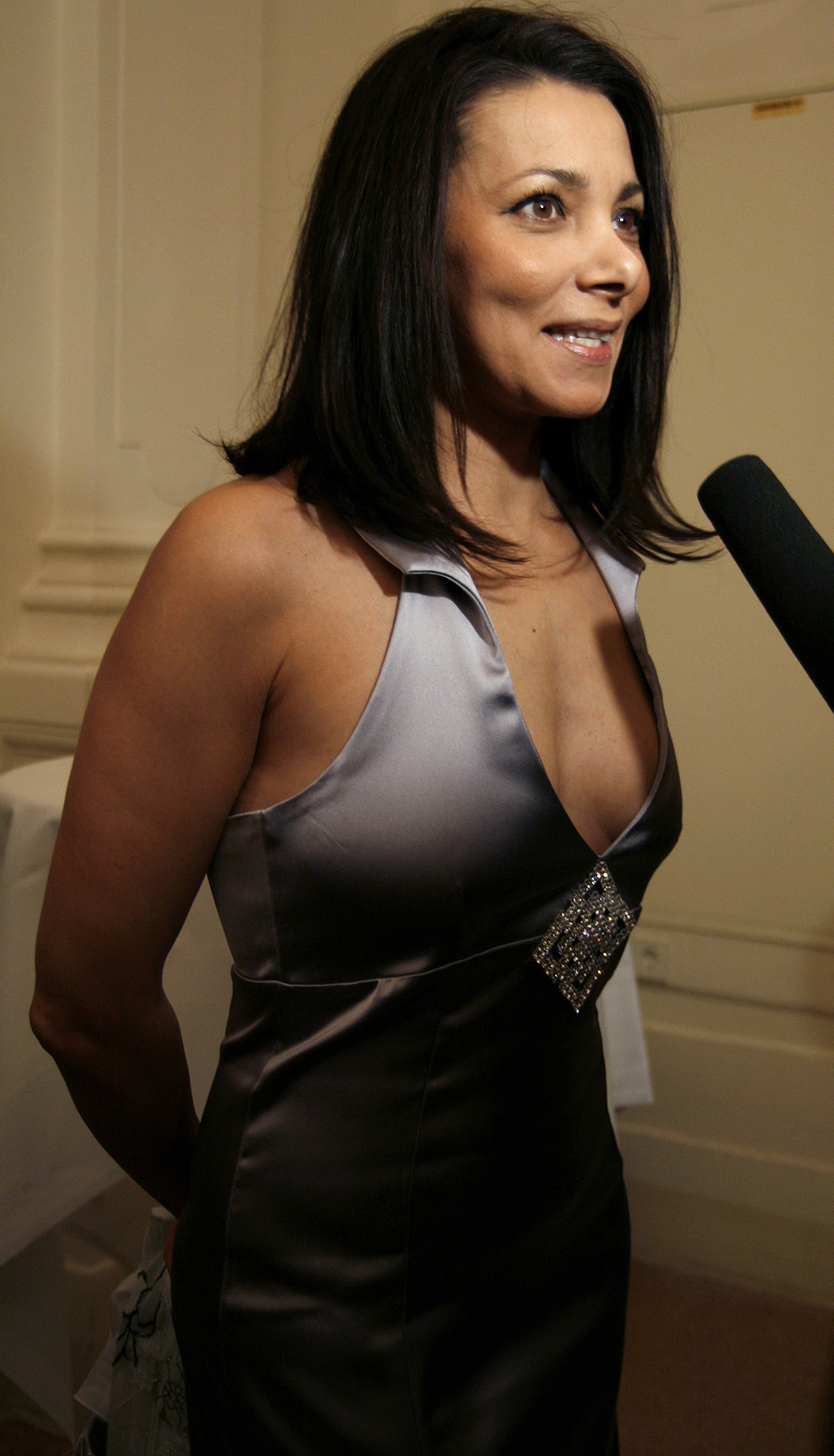
Sandra Cervik (2008)

Sandra Cervik (* 18. September 1966 in Wien) ist eine österreichische Schauspielerin.

## Leben und Karriere
Nach einer abgeschlossenen Lehre zur Einzelhandelskauffrau absolvierte Cervik die Schauspielausbildung am Konservatorium der Stadt Wien unter der Leitung von Elfriede Ott, welche sie 1990 abschloss.
Ihre ersten Berufsjahre verbrachte sie vorwiegend in der Freien Wiener Theaterszene, ab 1995 drehte sie die Fernsehserie Stockinger, die sie einem breiteren Publikum bekannt machte. Seit 2000 ist sie Ensemblemitglied des Theaters in der Josefstadt unter den Direktoren Helmuth Lohner, Hans Gratzer und Herbert Föttinger, darüber hinaus war sie in zahlreichen Film- und Fernsehrollen zu sehen.
2015 gab Cervik ihr Regiedebüt am Theater der Jugend. Im Jänner 2017 wurde sie im Anschluss an die Uraufführung von Peter Turrinis Sieben Sekunden Ewigkeit mit dem Berufstitel Kammerschauspielerin ausgezeichnet. Seit 2018 ist sie Dozentin des Max Reinhardt Seminars.
Cervik ist seit 1997 mit dem Schauspieler, Regisseur und Theaterdirektor Herbert Föttinger verheiratet. Die beiden haben einen gemeinsamen Sohn.

## Theater (Auswahl)
Theater in der Drachengasse, Ensembletheater am Petersplatz, Zusammenarbeit mit Habsburg Recycling (Harald Posch und Thomas Gratzer) und Österreichischem Theater (Robert Quitta), Rabenhof Theater, Festspiele Reichenau, Renaissance-Theater Berlin, Hamburger Kammerspiele, Gärtnerplatztheater u. a.
Theater in der Josefstadt/Kammerspiele der Josefstadt
- 1999/2000: Hurra, ein Junge! (Helga Brauner; R.: Thaddäus Podgorski); Zeitvertreib & Die schlimmen Buben in der Schule (Netti/Nettchen; R.: Elfriede Ott)
- 2000/01: Don Juan oder die Liebe zur Geometrie (Donna Elvira; R.: Thomas Birkmeir); Ein Sommernachtstraum (Hippolyta; R.: Janusz Kica); Mein Freund (Marie; R.: Peter Gruber)
- 2001/02: Ein idealer Gatte (Lady Chiltern; R.: Michael Gampe); Katzenzungen (Angie; R.: Elfriede Ott); Viel Lärm um Nichts (Beatrice; R.: Marcello de Nardo)
- 2002/03: Das einzig Wahre (Annie; R.: Beverly Blankenship); Liliom (Marie; R.: Janusz Kica)
- 2003/04: Aline oder Wien in einem anderen Weltteil (Zilli; R.: Philippe Arlaud); Der Alpenkönig und der Menschenfeind (Sophie Rappelkopf; R.: Hans Gratzer / Hanspeter Horner); Der eingebildete Kranke (Toinette; R.: Claude Stratz)
- 2004/05: Der Tag, an dem der Papst gekidnappt wurde (Sara Leibowitz; R.: Fritz Muliar); Minna von Barnhelm (Minna von Barnhelm; R.: Michael Gampe)
- 2005/06: Das vierte Gebot (Josepha; R.: Herbert Föttinger); Der Ignorant und der Wahnsinnige (Königin der Nacht; R.: Wolf-Dietrich Sprenger); Der tolle Tag (Susanne; R.: Janusz Kica)
- 2006/07: Mein Nestroy (Marie Weiler; R.: Herbert Föttinger); Der Revisor (Anna Andrejewna; R.: Wolf-Dietrich Sprenger)
- 2007/08 Der Reigen (alle weiblichen Rollen; R.: Stephanie Mohr); Wie es so läuft (die Frau; R.: Thorsten Fischer); Love Letters (Melissa Gardner)
- 2008/09: Buddenbrooks (Toni Buddenbrook; R.: Herbert Föttinger) Die Wirtin (Mirandolina; R.: Janusz Kica)
- 2009/10: Das weite Land (Genia Hofreiter; R.: Josef Köpplinger); Moser oder Die Passion des Wochenend-Wohnzimmergottes (Blanca Moser; Peter Wittenberg)
- 2010/11: Drei Schwestern (Mascha; R.: Thorsten Fischer);
- 2011/12: Geschichten aus dem Wiener Wald (Valerie; R.: Herbert Föttinger); Todestanz-Lebenstanz (Alice/Die Frau; R.: Günther Krämer)
- 2012/13 Chuzpe (Ruth; R.: Dieter Berner); Aus Liebe (Elfriede Weber; R.: Herbert Föttinger); Speed (Annie; R.: Stephanie Mohr);
- 2013/14: Hochzeit auf italienisch – Filumena Maturano (Filumena Marurano; R.: Thomas Birkmeir); Joseph und seine Brüder – Die Berührte (Mut; R.: Günther Krämer)
- 2014/15: Die Kameliendame (Marguerite Gautier; R.: Thorsten Fischer)
- 2015/16: Anatol (Ilona; R.: Herbert Föttinger); Die kleinen Füchse (Regina Giddens; R.: Thorsten Fischer)
- 2016/17: Sieben Sekunden Ewigkeit[5] (Die Frau; R.: Stephanie Mohr)
- 2017/18: Maria Stuart (Elisabeth; R: Günther Krämer); All about Eve (Margot Channing; R.: Herbert Föttinger)
- 2018/19: Die Reise der Verlorenen (Babette Spanier; R: Janusz Kica); Eine Frau – MaryPage Marlowe (Mary Page Marlowe; R: Alexandra Liedtke); Acht Frauen (Augustine; R:Herbert Föttinger)

## Filmografie (Auswahl)
- 1992: Dieses naive Verlangen (R.: Götz Spielmann)
- 1994: Ein Anfang von Etwas (R.: Nikolaus Leytner)
- 1995: Polizeiruf 110 – Abgründe (R.: Susanne Zanke)
- 1995–1996: Stockinger (Fernsehserie; Pilotfilm + 13 Folgen)
- 1996: Schwarzfahrer (R.: Nikolaus Leytner)
- 1996: Derrick – Bleichröder ist tot (R.: Peter Deutsch)
- 1997: 9 1/2 Wochen in Paris (R.: Anne Goursaud)
- 1997: Black Flamingos (R.: Houchang Allahyari)
- 1997: Spurensuche (R.: Nikolaus Leytner)
- 1997–2001: Siska (div. Folgen)
- 1997–2003: Der Alte
  - Folge 225: Der Tod der Eltern
  - Folge 285: Bei Mord hört es auf

und 3 weitere Folgen 
- 1998: Atemlose Liebe (R.: W. Kottusch)
- 1998: Natalie III – Babystrich online (R.: Dagmar Damek)
- 1999: Schlosshotel Orth (3 Folgen)
- 2001: Kommissar Rex (Folge „Der schöne Tod“) (R.: Michael Riebl)
- 2001: Der Schuß (R.: Nikolaus Leytner)
- 2006: Novotny & Maroudi – Zahngötter in Weiß (Fernsehserie; durchgehende Rolle; R.: Leo Bauer)
- 2006: Die Geschworene (R.: Nikolaus Leytner)
- 2006–2009: SOKO Donau (Fernsehserie, als Gerichtsmedizinerin Julia Trautmannsdorf)
- 2008: Der Fall des Lemming (R.: Nikolaus Leytner)
- 2011: Die Rosenheim-Cops – Ein Fall von Blattschuss
- 2012: Vier Frauen und ein Todesfall (R.: Michael Riebl)
- 2013: Die verbotene Frau (R.: Hansjörg Thun)
- 2014–2015: Vorstadtweiber (2 Staffeln; durchgehende Rolle)[6] (R.: Sabine Derflinger, Harald Sicheritz)
- 2015: Planet Ottakring (R.: Michael Riebl)
- 2018: Alt, aber Polt (R.: Julian Pölsler)
- 2018: Lena Lorenz – Zwei Väter (Fernsehreihe, R.: Sophie Allet-Coche)
- 2019: SOKO Donau – Liebesdienst (Fernsehserie, eine Folge als Nadia Blaschegg)
- 2020: Das Glück ist ein Vogerl (Fernsehfilm, R.: Catalina Molina)

Quelle:

## Regie
- 2015: Freak (Rodman Philbrick) Theater im Zentrum[8]
- 2016: The Miracle Worker (William Gibson) Theater im Zentrum[9]
- 2024: James Brown trug Lockenwickler (Yasmina Reza) Kammerspiele der Josefstadt, österreichische Erstaufführung[10]

## Auszeichnungen
- 2004: NESTROY Nominierung für beste Nebenrolle in Der Alpenkönig und der Menschenfeind (R.: Hans Gratzer, Hanspeter Horner)[11]
- 2008: NESTROY Nominierung als beste Schauspielerin in Reigen (R.: Stephanie Mohr)[12]
- 2013: NESTROY Nominierung als beste Schauspielerin in Speed (R.: Stephanie Mohr)[13]
- 2017: Verleihung des Berufstitels Kammerschauspielerin[14]